# Sunke Herlyn

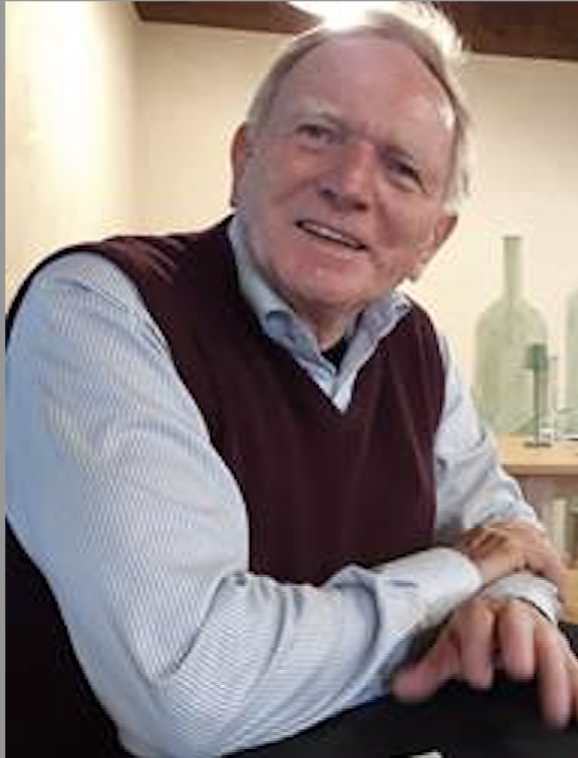

Sunke Herlyn (* 1. Januar 1939 in Göttingen) ist ein Bremer Städteplaner, Mitgründer des Bremer Zentrums für Baukultur und Autor von Schriften zur Stadt- und Kulturentwicklung in Bremen. Er war von 1972 bis 2004 in verschiedenen Funktionen in bremischen Senatsverwaltungen tätig und bis zu seiner Pensionierung 2004 als Senatsrat und Abteilungsleiter für die Stadtentwicklungsplanung in Bremen in der senatorischen Behörde für Umwelt und Stadtentwicklung zuständig.

## Biografie
Herlyn wurde als das fünfte Kind des Göttinger Mediziners und Hochschullehrers Karl-Ewald Herlyn und seiner Ehefrau Magdalena Kochs in Göttingen geboren. Nach dem Abitur studierte Herlyn Architektur an der TH Aachen und TU Braunschweig. Das Diplom-Examen legte er 1967 in Städtebau ab, anschließend folgte eine dreijährige Assistententätigkeit am Städtebaulehrstuhl der TU Braunschweig sowie wissenschaftliche Mitarbeit am Soziologischen Seminar der Universität Göttingen. 1973 wurde er an der TU Berlin mit dem Thema Die bauliche Umwelt im Bewußtsein der Bevölkerung  zum Dr.-Ing. promoviert.
Herlyn lebt in Bremen und ist verheiratet mit Angelika Tolle-Herlyn. Sie haben zwei gemeinsame Kinder.

### Tätigkeiten in bremischen Senatsverwaltungen
Zunächst war Herlyn als Planer in der neugegründeten Bremer Universität tätig, anschließend 12 Jahre als Referent für kulturelle Breitenarbeit beim Senator für Bildung und Wissenschaft. Der Kulturentwicklungsplan 1983 geht wesentlich auf ihn zurück. Mit dem Wechsel zur senatorischen Behörde für Bau, Verkehr und Stadtentwicklung verlagerten sich die Arbeitsschwerpunkte hin zur Stadtentwicklung und Regionalplanung für Bremen. Für das Stadtentwicklungskonzept Bremen (1998) wurde ihm die Koordination übertragen. Mit der Gründung des Kommunalverbundes e.V. gelang es ihm, die planerische Zusammenarbeit Bremens mit 30 Nachbarkommunen auf den Weg zu bringen. Nach seiner Pensionierung gründete Herlyn mit anderen Repräsentanten des kulturellen Lebens das Bremer Zentrum für Baukultur und war sieben Jahre der erste Vorsitzende.

## Publikationen (Auswahl)
- Die Bauliche Umwelt im Bewußtsein  der Bevölkerung, Diss. TU Berlin, Berlin 1973
- Kunst im Stadtbild. Von „Kunst am Bau“ zu „Kunst im öffentlichen Raum“, Herlyn/Manske/Weißer (Hrsg.), Ausstellungskatalog Hauschild, Bremen 1976
- Planung einer neuen Universität, Beispiel Universität Bremen, in: Stadtbauwelt Nr. 50, 1976
- Beratungsstelle für kulturelle Stadtteilarbeit in Bremen, in: Bundesvereinigung Kulturelle Kinder- und Jugendbildung, Bad Heilbronn 1983
- Der Stadtteil als Bezugsebene für eine integrierte, sozial und ökologisch orientierte Stadtentwicklung, S. 297 ff, in: Freiräume für die Stadt, Wiesbaden und Berlin 1992, ISBN 3-7625-2945-0
- Stadtteilvertretungen und ökologische Stadterneuerung in Bremen, in: Lokale Demokratie auf dem Prüfstand, Bremen 1993, ISBN 3-86108-245-4
- Stadtentwicklungskonzept Bremen, S. Herlyn (Hrsg.),  Der Senator für Bau, Verkehr und Stadtentwicklung, Bremen 1999, ISBN 3-933229-04-9
- Integrierte Raumplanung in Bremen, in: Perspektiven ökologischer Stadtgestaltung, Bremen 2010, ISBN 3-86108-211-X
- Eine Art Wechselgespräch zwischen den Zeiten. Die Neugestaltung der Liebfrauenkirche ab 1957 durch den Architekten D. Oesterlen, S. 59 ff, in: Ottmar Hinz (Hrsg.): Licht, das singt. Das Fensterwerk von Alfred Mannesier, Bremen 2012, ISBN 978-3-7961-1094-8
- Zwischen Kulturraum und Gemeindezentrum – Neue Kirchen in Bremen nach 1945, S. 14 ff, in: Bremer Zentrum für Baukultur: Leichtes Zelt und feste Burg, Schriftenreihe Bd. 10, Bremen 2016